# 藤原美子
藤原 美子（ふじわら よしこ、1955年 - ）は、アメリカ合衆国ニュージャージー州プリンストン生まれの心理学者、カウンセラー、翻訳家、エッセイスト。ハリウッド大学院大学教授、筑波大学附属視覚特別支援学校講師。専攻は発達心理学。
横浜国立大学学芸学部附属鎌倉小学校、横浜国立大学学芸学部附属鎌倉中学校、神奈川県立湘南高等学校、お茶の水女子大学卒業。同大学院修士課程修了。
夫は数学者の藤原正彦、父は化学者の田丸謙二、双子の姉は化学者の大山秀子、義兄（姉の夫）は化学者の大山茂生、祖父は化学者の田丸節郎、大伯父（祖父の兄）は物理学者の田丸卓郎。

## エピソード
映画「劔岳 点の記」（木村大作監督）の原作者は義父の作家新田次郎である。映画撮影に入る前、監督と会った際、「3人の息子をどこかエキストラ出演させてもらえないか」とお願いしたところ、「陸軍測量部員のエキストラならいいが、頭を坊主にしなければならない」と条件を出された。このことを息子達に相談したところ、「おじいちゃんの映画のためなら」と了承したという。
また、監督に「美子さんも出てみないか」と誘われ、役所広司扮する古田盛作の妻役として出演している。

## 著作

### 図書
- 『子育てより面白いものが他にあるだろうか　三人の息子と私』海竜社、1997年1月。ISBN 4-7593-0491-6。
- 『我が家の流儀　藤原家の闘う子育て』集英社〈集英社文庫〉、2007年12月。ISBN 978-4-08-746247-0。
- 『家族の流儀　藤原家の褒める子育て』集英社〈集英社文庫〉、2008年6月。ISBN 978-4-08-746309-5。
- 『夫の悪夢』文藝春秋、2010年4月22日。ISBN 978-4-16-372470-6。 - 立ち読み。
  - 『夫の悪夢』文藝春秋〈文春文庫 ふ34-1〉、2012年10月10日。ISBN 978-4-16-783822-5。 - 立ち読み。
- 日本エッセイスト・クラブ 編「「もし」の世界で」『散歩とカツ丼』文藝春秋〈文春文庫 編11-28 '10年版 ベスト・エッセイ集〉、2013年10月10日。ISBN 978-4-16-743428-1。 - 立ち読み。

### 共著
- 藤原正彦 共著『藤原正彦、美子のぶらり歴史散歩』文藝春秋、2012年3月30日。ISBN 978-4-16-375070-5。 - 立ち読み。

### 翻訳
- アーノルド・L・リーバー『月の魔力　バイオタイドと人間の感情』藤原正彦・藤原美子 訳、東京書籍、1984年7月。 - 原タイトル：The lunar effect:biological tides and human emotions.
  - アーノルド・L・リーバー『月の魔力』藤原正彦・藤原美子 訳（増補）、東京書籍、1996年10月。ISBN 4-487-76167-0。 - 原タイトル：How the moon affects you.
  - アーノルド・L・リーバー『月の魔力』藤原美子 訳（普及版）、東京書籍、2010年12月17日。ISBN 978-4-487-80472-6。 - 原タイトル：The lunar effect.
- ジョン・L・キャスティ『ケンブリッジ・クインテット』藤原正彦・美子 訳、新潮社〈Crest books〉、1998年9月。ISBN 4-10-590005-6。 - 原タイトル：The Cambridge quintet.
- ジェド・ダイアモンド『男の更年期』藤原美子 訳、新潮社、2002年4月。ISBN 4-10-541701-0。 - 原タイトル：Male menopause.
- オイゲン・ヘリゲル『無我と無私　禅の考え方に学ぶ』藤原美子 訳、藤原正彦 監訳、ランダムハウス講談社、2006年11月。ISBN 4-270-00164-X。 - 原タイトル：Zen in the art of archery

### 記事
- 藤原正彦「夫婦の情景（33）藤原正彦・美子夫妻」『週刊朝日』第105巻38号 (通号 4398)、朝日新聞出版、2000年9月1日、64-67頁。
- 藤原正彦「夫婦対談・品格とセクシーの数学的考察 常識はずれの大黒柱に、三歩下がった猛獣使い」『婦人公論』第92巻4号 (通号 1218)、中央公論新社、2007年2月7日、32-35頁。
- 「藤原美子（藤原正彦夫人） 正彦さんの書くエッセイで、私は誤解されているみたいです」『文藝春秋』第85巻2号 (臨増)、文藝春秋、2007年2月、20-23頁。
- 「新田次郎と牛山清人の縁 追悼・メイ牛山さん 同じ「藤原一族の嫁」として」『婦人公論』第93巻4号 (通号 1242号)、中央公論新社、2008年2月7日、64-66頁。
- 「21世紀インタビュー 助け合いの心こそがこれからの日本を救う――藤原美子 心理学者・翻訳家」『産業新潮』第57巻9号 (通号 672)、産業新潮社、2008年9月、12-18頁。
- 藤原正彦「映画「劒岳 点の記」新春特別応援企画 藤原正彦・美子ご夫妻インタビュー 使命感と,献身の美しさに脚光を当てた映画ということで,日本の素晴らしさを世界に向かって訴える映画になるのではと期待しています。」『測量』第59巻1号 (通号 694)、日本測量協会、2009年1月、12-15頁、ISSN 0285-7790。
- 「『劔岳 点の記』出演記」『文藝春秋』第87巻第8号、文藝春秋、2009年7月、88-90頁。
- 藤原正彦「ふたりで歩く古典散歩（新連載・第1回）府中界隈」『文藝春秋special』第4巻2号 (通号 12号)、文藝春秋、2010年.春、166-175頁。
- 藤原正彦「ふたりで歩く古典散歩（第2回）番町界隈」『文藝春秋special』第4巻3号 (通号 13)、文藝春秋、2010年.夏、170-179頁。
- 藤原正彦「ふたりで歩く古典散歩（第3回）本郷界隈」『文藝春秋special』第4巻4号 (通号 14)、文藝春秋、2010年.秋、171-179頁。
- 「三十年目のサウダーデ」『文藝春秋』第88巻第12号、文藝春秋、2010年9月10日、88-90頁。
- 藤原正彦「ふたりで歩く古典散歩（第4回）皇居周辺［含 散歩を終えて］」『文藝春秋special』第5巻1号 (通号 15)、文藝春秋、2011年.冬、162-171頁。
- 藤原正彦「ふたりで歩く古典散歩（最終回）護国寺界隈［含 散歩を終えて］」『文藝春秋special』第5巻2号 (通号 16)、文藝春秋、2011年.春、176-187頁。
- 「新 家の履歴書（286）藤原美子（エッセイスト） 大正時代の鎌倉の家はすべてが西欧的。畳や障子は一つもありませんでした。」『週刊文春』第54巻第15号、文藝春秋、2012年4月19日、102-105頁。